# Prefetti della provincia del Verbano-Cusio-Ossola
Elenco completo dei prefetti della provincia del Verbano-Cusio-Ossola dal 1995.

## Repubblica italiana
- Alberto Ruffo (12 maggio 1995 - 5 novembre 1995)
- Vittorio Balestra (6 novembre 1995 - 1º marzo 1999)
- Maria Fiorella Scandura (1 luglio 1999 - 2 dicembre 2001)
- Alfonso Pironti (2 dicembre 2001 - 29 dicembre 2003)
- Carmine Rotondi (30 dicembre 2003 - 1º giugno 2006)
- Domenico Cuttaia (3 giugno 2006 - 25 agosto 2008)
- Riccardo Ubaldi (26 agosto 2008 - 23 agosto 2009)
- Giorgio Zanzi (1º settembre 2009 - 28 agosto 2011)
- Francesco Russo (29 agosto 2011 - 4 gennaio 2015)
- Michele Basilicata (5 gennaio 2015 - 22 maggio 2016)
- Iginio Giovanni Mariano Olita (23 maggio 2016 - 15 marzo 2020)
- Angelo Sidoti (16 marzo 2020 - 19 gennaio 2022)
- Michele Formiglio (7 marzo 2022 - 31 dicembre 2024)
- Gerardo Corvatta (1° gennaio 2025 - 27 luglio 2025) – vice prefetto vicario
- Matilde Pirrera (dal 28 luglio 2025)